# Ork (Voerde)
Ork ist einer der jüngeren Ortsteile der Stadt Voerde (Niederrhein) im Kreis Wesel, Nordrhein-Westfalen und zählt ca. 390 Einwohner. Statistisch gehört der Stadtteil zu Spellen.

## Lage
Ork liegt sieben Kilometer westlich vom Kernort Voerde an der Landesstraße 4 direkt am Rhein. Begrenzt wird der Ortsteil im Westen vom Rhein (auf der linken Rheinseite befindet sich der Ortsteil Wallach des Rheinberger Stadtbezirks Borth) im Norden von Emmelsum, im Osten von Spellen und Löhnen und im Süden von Mehrum.

## Geschichte
Die Bauerschaft Ork war nie selbstständig. Der Ort gehörte bis 1922 zur Gemeinde Spellen. Spellen war seit 1815/16 Teil der Bürgermeisterei Götterswickerhamm im Kreis Dinslaken ebenso wie die Gemeinden Voerde (Niederrhein), Mehrum, Görsicker, Möllen und Löhnen. Der Name der Bürgermeisterei wurde 1911 in Bürgermeisterei Voerde (Niederrhein) geändert. Spellen wurde zusammen mit Möllen 1922 nach Voerde eingemeindet. Aus der Bürgermeisterei Voerde wurde 1928 das Amt Voerde (Niederrhein). 1950 entstand durch die Vereinigung der Gemeinden Löhnen und Voerde die neue Gemeinde Voerde. Zu Ork gehört der Ortsteil Gest im Norden des Stadtteils.

## Sehenswürdigkeiten
Der kleine Ort zeichnet sich durch seine Lage im Naturschutzgebiet Rheinvorland zwischen Mehrum und Emmelsum aus. Innerhalb von diesem befindet sich auf dem Rheindeich das Deichkreuz, das 1996 aufgestellt und vom Voerder Künstler Julius Seifert gestaltet wurde. Am Kreuz befindet sich ein Gedenkstein mit einer Tafel. Das Ensemble erinnert an die Operation Plunder, die im März 1945 während des Zweiten Weltkriegs viele Todesopfer forderte.